# 西河竜雄
西河 竜雄（にしかわ たつお、1969年1月28日 - ）は、ペルーの実業家・撮影コーディネーター。
1994年にペルーに渡る。2000年に旅行会社設立（日通ペリカントラベルネットにおいてペルー店として業務提携　2016年業務整理のため廃業）。
現在はペルーでの撮影コーディネート、ビジネスソルーションのコンサルティング、輸出入、ペルーアマゾン熱帯雨林地域の商業リサーチ及び不動産管理を中心に活動する。